# Thống Dinant
| Hệ                                                                             | Thống (tây bắc châu Âu) | Bậc (NW Europe) | Thống (ICS)  | Bậc (ICS)   | Niên đại (Ma) |
| ------------------------------------------------------------------------------ | ----------------------- | --------------- | ------------ | ----------- | ------------- |
| Permi                                                                          | Permi                   | Permi           | Permi        | Permi       | trẻ hơn       |
| Than đá                                                                        | Silesia                 | Staphanus       | Pennsylvania | Gzhel       | 298,9–303,7   |
| Than đá                                                                        | Silesia                 | Westphalia      | Pennsylvania | Kasimov     | 303,7–307,0   |
| Than đá                                                                        | Silesia                 | Westphalia      | Pennsylvania | Moskva      | 307,0–315,2   |
| Than đá                                                                        | Silesia                 | Westphalia      | Pennsylvania | Bashkiria   | 315,2–323,2   |
| Than đá                                                                        | Silesia                 | Namur           | Pennsylvania | Bashkiria   | 315,2–323,2   |
| Than đá                                                                        | Silesia                 | Mississippi     | Serpukhov    | 323,2–330,9 |               |
| Than đá                                                                        | Dinant                  | Mississippi     | Visé         | Visé        | 330,9–346,7   |
| Than đá                                                                        | Dinant                  | Mississippi     | Tournai      | Tournai     | 346,7–358,9   |
| Devon                                                                          | Devon                   | Devon           | Devon        | Devon       | cổ hơn        |
| Phân chia kỷ Than đá tại châu Âu so với các tầng chính thức của ICS (năm 2018) |                         |                 |              |             |               |

Thế Dinant là tên gọi của một thế trong địa thời học, thuộc kỷ Than đá sớm. Dinant cũng là tên gọi của một thống trong thời địa tầng học, thuộc hệ Than đá dưới ở châu Âu, là thống Dinant. Nó đại diện cho một thống đá ở châu Âu hoặc khoảng thời gian mà các thống đá này trầm tích.
Thế Dinant là tương đương với khoảng thời gian sớm của thế Mississippi trong niên đại địa chất quốc tế của Ủy ban Địa tầng học Quốc tế (International Commission on Stratigraphy, ICS). Nó cũng tương ứng với thế Avon, một tên gọi do nhà địa chất học người Anh là Arthur Vaughan đề xuất năm 1905 để áp dụng cho một số trầm tích nhất định trong hệ Than đá dưới tại hẻm Avon trên sông Avon ở Bristol. Tên gọi thế Dinant hay thống Dinant là lấy theo thành phố và tỉnh của Bỉ là Dinant, nơi phát hiện địa tầng này. Tên gọi này hiện nay vẫn được các nhà địa chất học châu Âu sử dụng.
Thượng Avon (= Kidwelly) thể hiện khá rõ nét ở gần Kidwelly, Carmarthenshire, tây nam Wales. Phân tầng dưới (Clevedon) thể hiện rõ gần Clevedon ở Somerset.